# Kapřivci

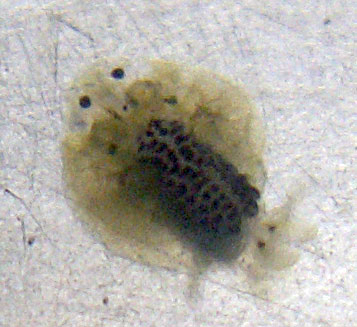
Kapřivec plochý (skutečná velikost 4 mm)

Kapřivci (Branchiura) jsou ektoparazitičtí zástupci skupiny Pancrustacea tradičně řazení mezi korýše (Crustacea).

## Taxonomie
Kapřivci jsou dnes považováni za vývojově primitivní formu, ale dosud nebyla nalezena odpovídající fosilie. Nejistá je také příbuznost k třídě Maxillopoda. Do podtřídy Branchiura spadá dnes jediný řád Arguloida s jedinou čeledí Argulidae, s přibližně 200 druhy. Byla navržena další čeleď Dipteropeltidae. Pod čeleď Argulidae se řadí tři rody: Argulus, Chonopeltis a Dolops. Dříve se kapřivci řadili k podtřídě klanonožci (Copepoda).

## Stavba těla
Kapřivci mají zploštělé oválné tělo kryté pevným průhledným širokým hřbetním štítem (karapax) z chitinu a uhličitanu vápenatého. Karapax obsahuje zvláštní orgány, které pomáhají kapřivcům trávit jídlo a udržovat kvalitu tělních tekutin. Kapřivci jsou asi 5–10 mm velcí; samičky kapřivce plochého dorůstají do deseti milimetrů, samečci do devíti. Jejich tělo se člení na hlavu, čtyři hrudní články opatřené vždy jedním párem dvouvětvých končetin (chybí pátý a šestý pár končetin, který slouží jiným korýšům k přijímání potavy), a nečlánkovaný zadeček, rozdělený na dva ploutvičkovité laloky. U kapřivce plochého zářez mezi zaoblenými laloky není příliš hluboký a nedosahuje ani poloviny délky laloků. Pohlavní otvor je umístěn na pátém tělním článku. Na dorzální straně hlavohrudi mají kapřivci dvě černé vystouplé složené oči. Každé oko má několik čoček. Do kůže hostitele se zabodávají rypcem a skrze něj sají jeho tělní tekutinu. Antény i antenuly mají přeměněny v přichycovací háčky, mandibuly v bodavé ústrojí slouží též k seškrabávání kůže. První pár maxil je přeměněn v přísavky, druhý pár ve dvojici jednovětevných článkovaných končetin. Tykadla jsou zakrnělá, rovněž i furka.
Jako u většiny korýšů příčně pruhovaná svalovina se upíná zevnitř na kutikulu. Trávení probíhá od ústní dutiny, hltanu, jícnu, žvýkacího žaludku, přes střevo k řitnímu otvoru. Potřebné trávicí enzymy vylučuje hepatopankreas. V otevřeném krevním oběhu zastává funkci srdce rozšířená hřbetní céva a bezbarvou hemolymfou omývá žábry. Okysličená hemolymfa transportuje kyslík cévami k tělním buňkám. Nervová soustava je žebříčkovitá. Nečlánkovaná larva (nauplius) má nepárové naupliové očko a tři páry plovacích končetin. Vylučování umožňují kyčelní žlázy, přeměněné metanefridie.

## Rozmnožování
Kapřivci jsou gonochoristé. Pohlavní vývody se nacházejí u kořene posledního páru hrudních končetin. Samička snese najednou až 400 oplozených vajíček. Uspořádaná do dvou až šesti řad jsou nalepována na rostliny a jiné předměty pod hladinou. Po pětadvaceti dnech při teplotě okolo 15 °C se líhnou larvy.
Vylíhlá larva (nymfa) plave volně až se po dvou až třech dnech přichytí k hostiteli. Její nedokonalá proměna má sedm stádií. Kromě prvního stadia se larvy podobají dospělým jedincům. První larvální stadium trvá asi 6 dní, v závislosti na teplotě. K dalšímu svlékání dochází v intervalu 4–6 dní.
Samci rodu Dolops předávají spermie pomocí vaku. Samci rodu Argulus a Chonopeltis předávají spermie pomocí své třetí a čtvrté hrudní končetiny.

## Parazitické projevy
Po setkání s hostitelem (sladkovodní i mořská ryba, někdy obojživelník) se parazit rychle přichytí povrchu těla a přemístí se buď pod skřeli nebo za ploutev, tedy do místa odkud může být jen těžko setřen nebo smyt. Na těle hostitele saje jeho krev živí se hlenem a odumřelými epitelovými buňkami. Nabodnutím porušená pokožka hostitele je vystavena bakteriální nákaze. Zanícené bolestivé rány hnisají. Hostitelská ryba se pokouší otřít parazita o dno (nezvyklé drbání ryb prozradí přítomnost parazita), až muže nakonec uhynout. Proto je kapřivec považován za nebezpečného škůdce v rybnících a v akváriích.
Napadená akvarijní rybka se vyloví a parazit pinzetou odstraní. Ošetřená rybka se na několik minut vloží do nádrže s dezinfekcí (metylénovou modří).
Mimo tělo hostitele vydrží kapřivec nejvýše tři týdny. Činí tak při hledání sexuálního partnera nebo při snášení vajíček. Ve vodě se pohybuje potácivými pohyby pomocí dvou ploutviček na konci těla. I tak se pohybuje velmi rychle. Na ryby se přichycuje pomocí přísavek.

## Výskyt
- Rod Argulus: po celém světě
  - U nás např. kapřivec kapří či kapřivec plochý
- Rod Dolops: v Jižní Americe, Africe a Tasmánii
- Rod Chonopeltis: v Africe